# Jalmak
Jalmak is een bestuurslaag in het regentschap Pamekasan van de provincie Oost-Java, Indonesië. Jalmak telt 2722 inwoners (volkstelling 2010).